# Protosuchus
Protosuchus is een geslacht van uitgestorven krokodilachtigen (Crocodilia) uit de familie Protosuchidae. De naam betekent vroege (proto) krokodil (suchus), Protosuchus was een van de eerste krokodilachtigen die ook als zodanig herkenbaar was. Het dier kon tot een meter lang worden en woog tussen dertig en vijfenveertig kilogram.

## Kenmerken
Als een vroeg familielid van de krokodillen vertoont zijn brede schedel meer krokodilkenmerken dan zijn eerdere voorouders, de Sphenosuchidae. Deze carnivoor had korte kaken die meer verbreedden aan de basis van de schedel en een groot oppervlak boden voor het inbrengen van de kaakspieren. Hierdoor kon de mond verder worden geopend en nam ook de sterkte van de kaken waarmee ze werden gesloten toe. De tanden van de dieren waren ook vergelijkbaar met die van moderne krokodillen, inclusief de tanden in de onderkaak, die in de uitsparingen in de bovenkaak pasten als de mond werd gesloten. Ze hadden ook een dikke, stevige staart. De rug was bedekt met een dubbele rij beenplaten.
In tegenstelling tot de huidige krokodillen droeg hij zijn lichaam ver boven de grond. Zijn benen waren lang en slank en zijn dunne voeten met vijf tenen hadden klauwen. Dit geeft aan dat Protosuchus een goede hardloper was en meer op het land dan in het water jaagde.

## Soorten
Tot nu toe zijn drie soorten Protosuchus beschreven, die leefden tijdens het Jura: het type P. richardsoni uit Arizona, P. micmac uit Nova Scotia, Canada en P. haughtoni uit Zuid-Afrika en fossiele resten zijn ook in Antarctica gevonden.

## Synoniemen
- Baroqueosuchus Busbey und Gow, 1984
- Lesothosuchus Whetstone und Whybrow, 1983